# Каландр

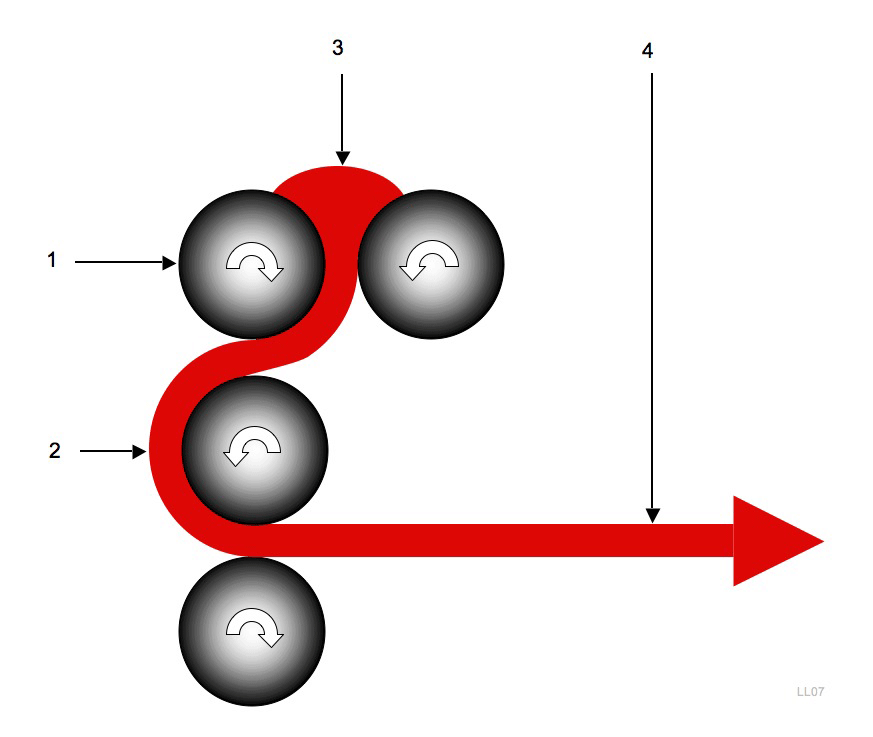
Схема процесу каландрування

Кала́ндр (через фр. calandre від грец. κύλινδρος — «коток», «вал»)
 — машина для безперервного формування листа полімеру, гуми, текстилю або паперу методом пропускання його через зазор між обертовими валами. У результаті каландрування виходить полотно необхідної товщини та ширини. Також каландр використовується для нанесення малюнку, візерунку методом тиснення. Основними характеристиками каландра є число валів, їхні довжина, діаметр і взаємне розташування.

## Опис

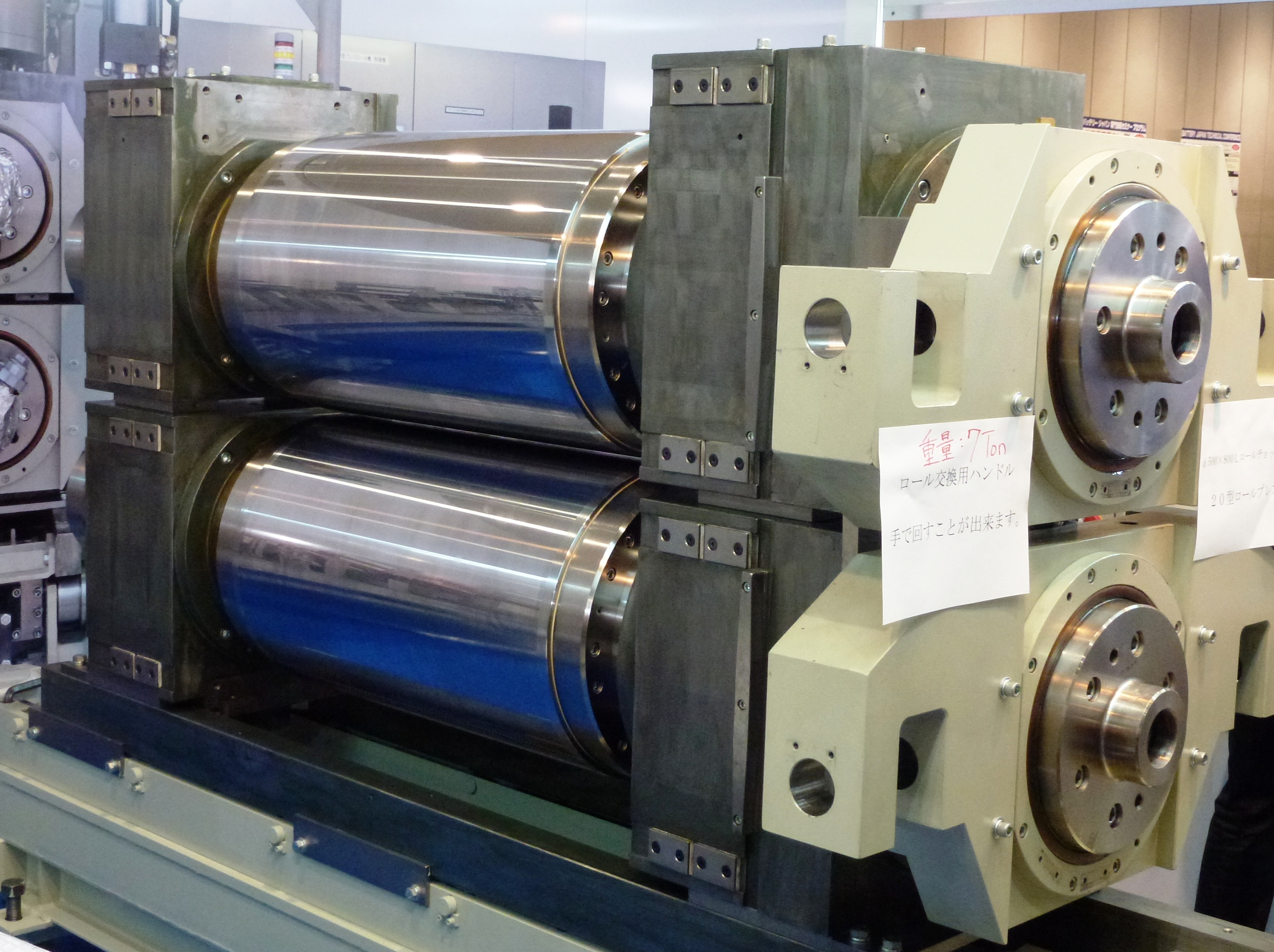

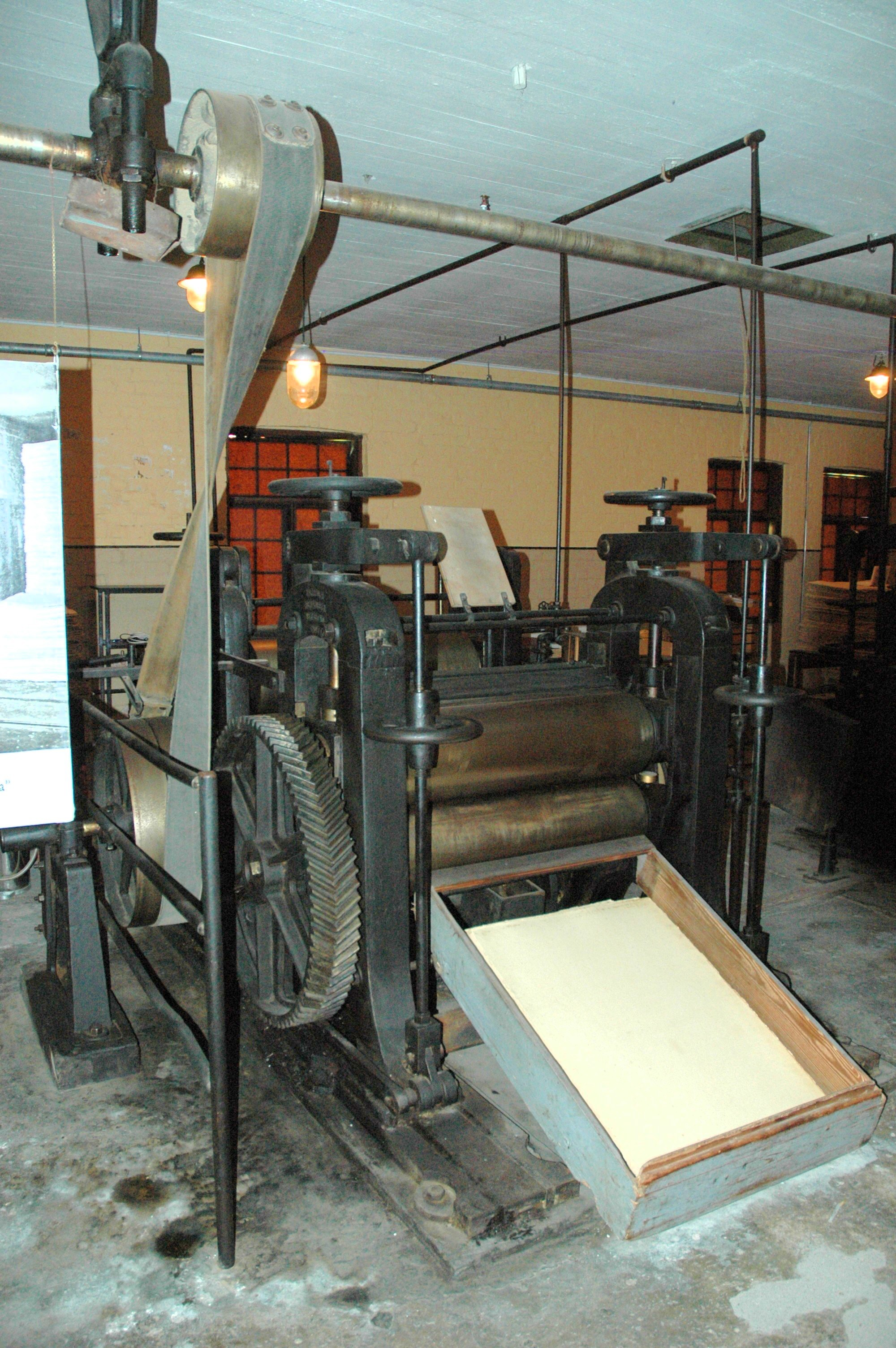
Каландр

Геометрія каландрових валків є визначальним фактором для якості поверхні аркуша. Для захисту валів від зносу застосовують високошвидкісне газополум'яне напилення твердих сплавів (більш тривалий захист) або гальванічне хромування (більш поширене).
Процес каландрування також використовується при виготовленні текстильних натяжних стель. Полотно з трикотажу, рівномірно просочене поліуретаном, сушать, відтискають та додають необхідну товщину, пропускаючи його через обертові вали.
Прасувальний каландр (або сушильно-прасувальний каландр) велика професійна прасувальна машина, яка виробляє процеси прасування та сушки білизни за допомогою гарячого циліндра (вала). Такий тип каландра є невід'ємною частиною будь-якої пральні, ця процедура значно скорочує час, який міг бути витрачений на ручне прасування.
При роботі з каландром необхідно суворо дотримуватися техніки безпеки. Ймовірність влучення людини в машину близька до нуля завдяки захисним планкам, при підйомі яких агрегат припиняє роботу, але такі випадки були і закінчувалися летальним результатом.